# Theorie der hohlen Erde

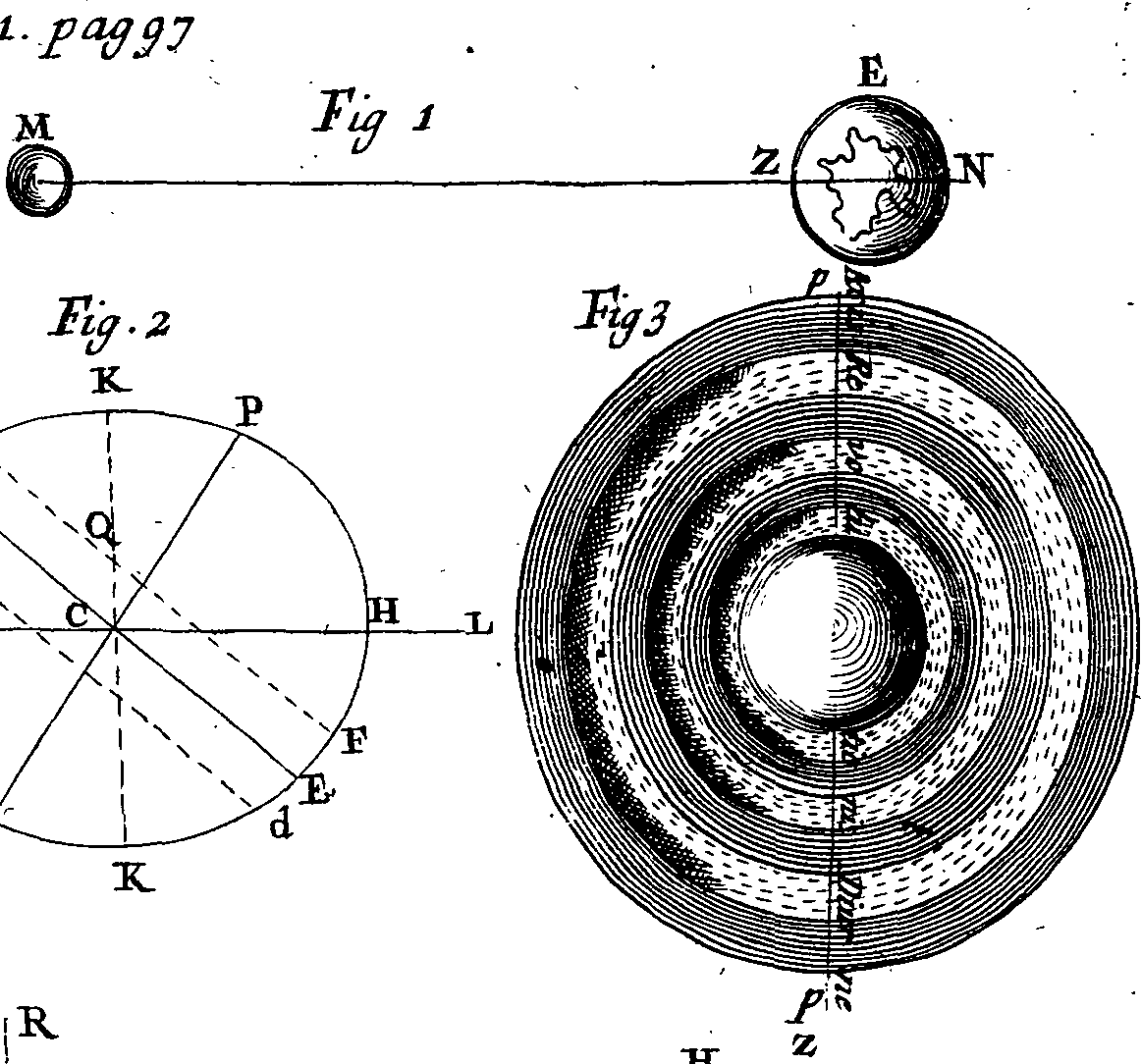
Darstellung des Aufbaus der Erde als ein System von Hohlkugeln nach Edmund Halley, hier eingebunden in eine Skizze mit astronomischen Überlegungen von 1708

Eine Querschnittszeichnung des Planeten Erde, die die „Innenwelt“ von Atvatabar zeigt, aus William R. Bradshaws Science-Fiction-Roman von 1892 The Goddess of Atvatabar

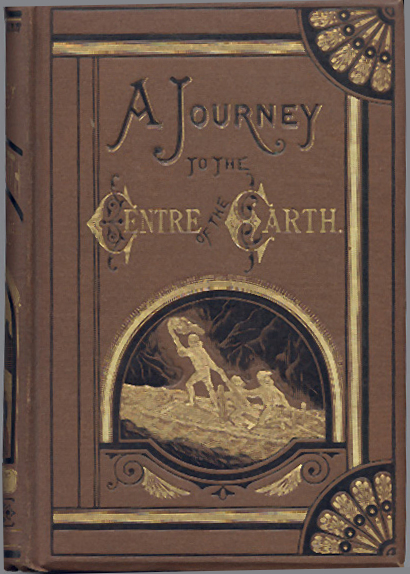
Bucheinband der englischen Ausgabe von 1874 des Romans von Jules Verne

Die Theorie der hohlen Erde ist eine wissenschaftliche Theorie aus dem 17.–18. Jahrhundert von Edmond Halley. Ihr zufolge wäre die Erde aus konzentrischen Kugeln aufgebaut, mit Atmosphären dazwischen und sonnenartiger Beleuchtung, wodurch auch die inneren Sphären habitabel seien. Obwohl wissenschaftlich durch neuere Erkenntnisse widerlegt und verworfen, entwickelte sich die Theorie der hohlen Erde, wie auch die Idee eines Innenweltkosmos, zum Gegenstand pseudowissenschaftlicher und verschwörungstheoretischer Mutmaßungen und zu einem beliebten Motiv in fantastischer Literatur.

## Geschichte

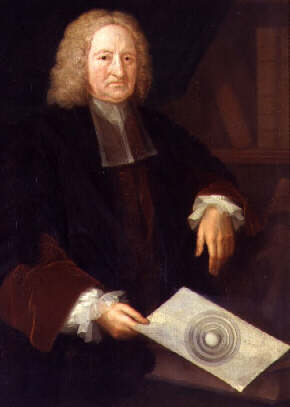
Halley mit einem Diagramm der Hohlerde

Seit Menschengedenken gibt es mythische Vorstellungen darüber, was sich im Erdinneren befinden könnte. Aus vielen Kulturen sind Erzählungen bekannt, die fantasiebasierte Beschreibungen geben und sagenhafte Unterwelten schildern. Im Mittelalter galt das Innere der Erde als das Reich Satans. Demgegenüber begannen im 17. Jahrhundert die sich entwickelnden modernen Naturwissenschaften ein faktenbasiertes Bild über das unzugängliche Innere der Erde zu erarbeiten.
Der englische Naturwissenschaftler Edmond Halley stellte im November 1691 in einem Vortrag vor der Royal Society in London erstmals eine neuartige wissenschaftliche Hypothese zur physikalischen Beschaffenheit der Erde vor, die er mithilfe von Erkenntnissen aus der Gravitationstheorie und der darauf aufbauenden Theorie der Tiden von Isaac Newton entwickelt hatte. Der Anlass war, dass Kompassnadeln an einem gegebenen Ort nicht immer die gleiche Richtung anzeigten, sondern verschiedene und sich mit der Zeit verändernde Richtungen, wie es im Laufe von mehr als hundert Jahren immer wieder beobachtet worden war. Er hatte schon Jahre vorher die Verteilung und säkulare Veränderung des geomagnetischen Feldes als Resultat einer komplizierten Überlagerung von mehreren sich bewegenden Magnetpolen erklärt, aber wie das in der damals als fest angenommenen Materie des Erdinneren funktionieren sollte, konnte er bis dahin nicht zufriedenstellend begründen.
Halley stand in engem Kontakt zu Isaac Newton und animierte ihn, seine bahnbrechenden Forschungsergebnisse zur Himmelsmechanik zu veröffentlichen, die dieser dann unter dem Titel Philosophiae Naturalis Principia Mathematica verfasste. Halley unterstützte Newton dabei, indem er das Manuskript für die Royal Society begutachtete, den Druck finanzierte und wahrscheinlich auch bei den darin enthaltenen Berechnungen half. Newtons Berechnungen hatten ergeben, dass sich die Dichte des Mondes zur Dichte der Erde wie 680 zu 387 oder zirka 9 zu 5 verhält. Halley argumentierte, dass unter der vernünftigen Annahme, dass beide Körper aus den gleichen Materialien zusammengesetzt wären, daraus zu schließen sei, dass vier Neuntel des Erdglobus aus Hohlraum bestehen müssten.
Mit dieser Erkenntnis modellierte er ein Bild vom Erdinneren aus vier ineinander steckenden, konzentrisch angeordneten Kugeln mit Hohlräumen dazwischen. Der äußeren Schale mit der Erdoberfläche und dem damals bekannten Durchmesser von rund 8000 englische Meilen (ca. 12.800 km) gab er eine Mächtigkeit von etwa 500 Meilen (ca. 800 km). Darunter befände sich ein Luftzwischenraum von gleicher Größe. Die Durchmesser der drei inneren Sphären seien annähernd proportional zu den Größen der Planeten Venus, Mars und Merkur. Die beiden inneren Hohlkugeln hätten ebenfalls eine Stärke von je 500 Meilen, wie auch die übrigen Zwischenräume. Die innerste Kugel sei solide mit einem Durchmesser von 2000 Meilen (ca. 3200 km). Einmal auf ihrem Platz befindlich, würden die Sphären von der Gravitation für immer in einem gemeinsamen Zentrum festgehalten und sie drehten sich um eine gemeinsame Rotationsachse. Jeder dieser Körper hätte eigene Magnetpole und dadurch, dass sie sich verschieden schnell um die Achse drehten, ergebe sich auf der Erdoberfläche die beobachtete Bewegung der magnetischen Pole.
Die Ausgestaltung seines Modells der konzentrischen Sphären erfolgte bis hierhin mathematisch und naturgesetzlich begründet, auf der Basis von nachvollziehbaren Beobachtungen und damals plausiblen Annahmen. Doch dann erweiterte er das Modell um eine rein spekulative Komponente. Wie er selbst schrieb, ließ er sich auf das Abenteuer ein, die unterirdischen Kugeln bewohnbar zu machen, genauso wie es zu seiner Zeit mit einiger Bestimmtheit für alle Planeten vermutet wurde. Die Beleuchtung erfolge durch Substanzen, die sich an den Hohlbögen befänden und die die gleichen wie auf der Sonne seien.
Halley veröffentlichte seinen Vortrag und die Theorie der konzentrischen Sphären in einem 1692 erschienenen Artikel in den Philosophical Transactions der Royal Society. Dieser wurde während der ersten Hälfte des 18. Jahrhunderts mehrfach in einer Zusammenfassung neu aufgelegt, sodass seine Ideen vielen Menschen bekannt wurden. Seine Hypothese von der hohlen Erde scheint aber im Allgemeinen nicht gut aufgenommen worden zu sein. Die meisten Wissenschaftler dieser Zeit einigten sich auf die bis heute gültige Vorstellung eines heißen Erdinneren mit einem glühenden Kern. Doch Halley hielt zeitlebens an seinem Modell fest. 1714 erklärte er in einer Diskussion zu seiner Karte der magnetischen Deklination, dass er noch keine Ursache sehe, die von ihm angebotenen Gründe für die Änderung des Magnetfeldes zurückzuziehen. Zwei Jahre später ergab sich die Gelegenheit, seine Hypothese zu erweitern. Als 1716 in England und weiten Teilen Europas sehr lichtstarke Polarlichter beobachtet wurden, erklärte er sie damit, dass das Licht aus den Hohlräumen durchscheine, weil die Erdkruste in nördlichen Breiten dünner sei. Als der 80-jährige Halley als Astronomer Royal porträtiert wurde, ließ er sich mit einem Diagramm der Hohlerde abbilden.
Es gab einige wichtige Zeitgenossen, die das halleysche Modell akzeptierten. Es wurde im Laufe der Zeit immer wieder aufgegriffen und diskutiert. 30 Jahre nach Halley propagierte der puritanische Theologe und Naturwissenschaftler Cotton Mather (1663–1728) in Neuengland das Modell der konzentrischen Sphären. In einem 1721 im Christian Philosopher veröffentlichten Artikel verteidigte er Halleys Hypothese und inspirierte damit spätere Abenteurer.
Der Schweizer Mathematiker Leonhard Euler diskutierte in einem Gedankenexperiment in seinen Lettres à une princesse d’Allemagne, ob die Erde (wie auch die anderen Planeten) hohl und von einer inneren „Sonne“ erleuchtet sei, „die einer hochstehenden innerirdischen Menschheit Wärme und Licht spendet“.
Der schottische Physiker und Mathematiker Sir John Leslie setzte zwei kleine Sonnen ins Zentrum, die er Pluto und Proserpina nannte.

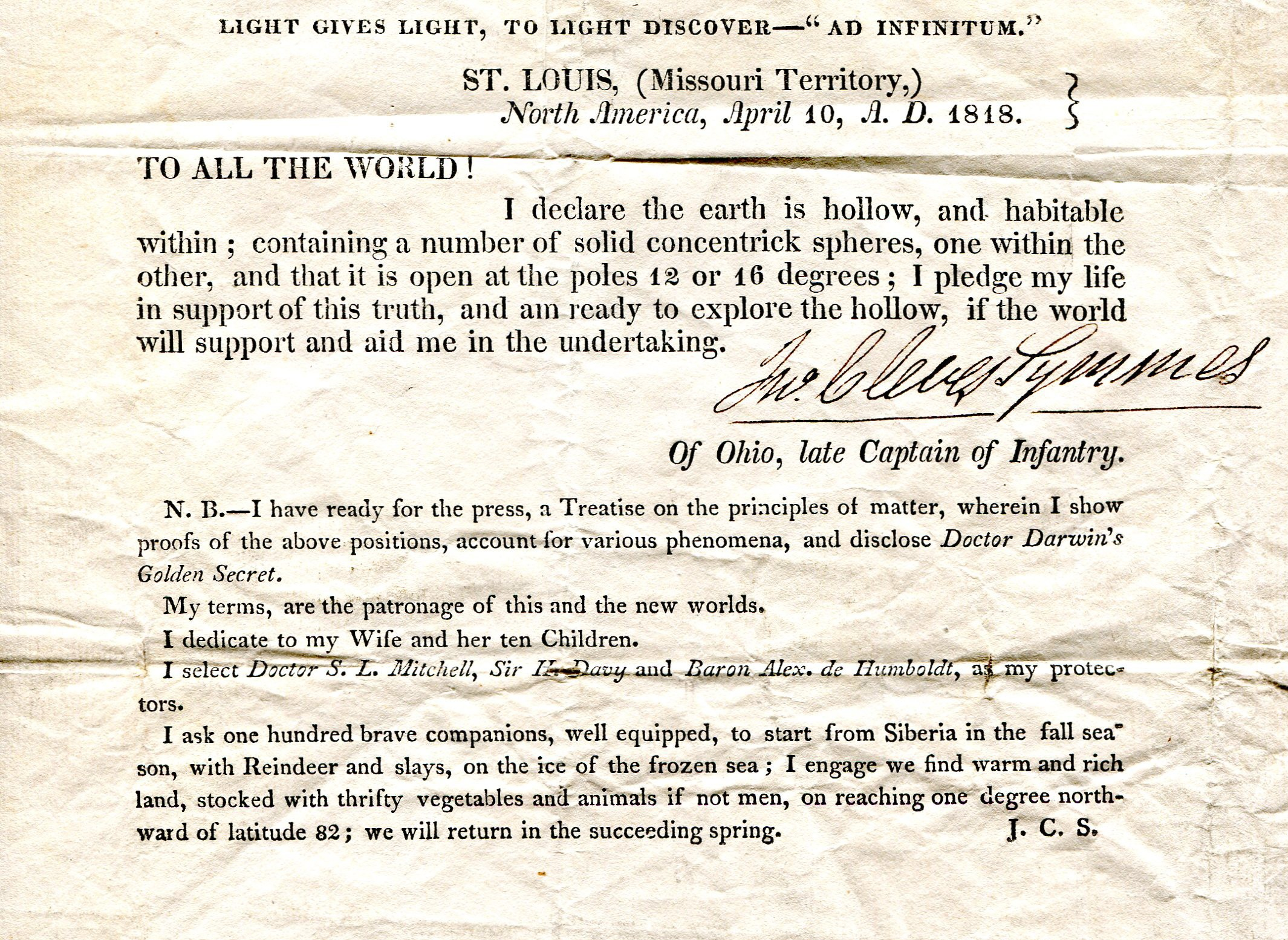
Symmes’ Circular Number 1 (1818)

Zu Beginn des 19. Jahrhunderts popularisierte John Cleves Symmes junior (1780–1829), ein ehemaliger Hauptmann der US-Armee, wie kein anderer die Idee der Hohlerde in den USA. Er machte die Idee von Halley’s Hohlerde zu seiner eigenen, indem er vorschlug, dass die Erde nicht nur innen hohl und bewohnbar sei, sondern auch an den Polen offen. Sich den Anschein von Wissenschaftlichkeit gebend, füllte er so die noch unbekannten polaren Gebiete nach seinen Vorstellungen mit dem bald als „Symmes’ Loch“ bekannt gewordenen Zugang zur Höhlung aus. 1818 schrieb er sein Circular Number 1 und verschickte eine erste Auflage von 500 Exemplaren an so viele wichtige Persönlichkeiten und Hochschulen wie möglich. Es beinhaltete eine pathetische persönliche Erklärung „An die ganze Welt“, dass das Innere der Erde hohl und bewohnbar sei, zugänglich über weite Öffnungen an beiden Polen, jenseits des 82. Breitengrades, was er bei entsprechender Unterstützung bereit wäre mit einer Expedition zu erforschen. Ohne dass jemals auch nur eine wissenschaftliche Veröffentlichung seine Ansichten unterstützt hätte, fand seine Idee über populärwissenschaftliche oder fiktionale Schriften zahlreiche Anhänger und er erwarb sich unter seinen Landsleuten den Ruf als ein „amerikanischer Newton“.
Ein weiterer energischer Verfechter von Symmes’ Theorie war der Archäologe James McBride, welcher im Laufe der Zeit Pläne entwickelte, wie ins Innere der Erde zu gelangen wäre. 1826 veröffentlichte McBride Symmes’ Theory of Concentric Spheres. Ein weiterer Verfechter von Symmes’ Theorie, Jeremiah N. Reynolds, bewog den US-Kongress dazu, eine Expedition an den Südpol zu finanzieren. Durch das US Federal Government finanziert, startete die Expedition 1838 unter dem Namen United States Exploring Expedition. Bis 1842 sammelte die United States Exploring Expedition bis zu 50.000 Proben. Das Bedürfnis, die Objekte sicher zu verwahren, trug dazu bei, ein Nationales Naturkundemuseum, das Smithsonian, zu schaffen.
Schon im 19. Jahrhundert ergaben sich, ebenfalls durch Dichtebetrachtungen, erste begründete Zweifel an der Hohlerdetheorie. Es wurde beobachtet, dass die mittlere Dichte der Erde mit 5,52 g/cm³ wesentlich größer ist als die Dichte von Gesteinen an der Erdoberfläche, die normalerweise zwischen 2 und 3 g/cm³ beträgt. Aus dieser Erkenntnis folgt im Widerspruch zur Theorie, dass die Dichte mit zunehmender Tiefe anwachsen muss. 1906 veröffentlichte der britische Geologe Oldham erste seismologische Hinweise auf einen Erdkern. 1936 wies die dänische Seismologin Inge Lehmann die Existenz eines inneren Erdkerns nach, für den später ein Radius von rund 3.500 km bestimmt wurde. Spätestens damit war die Theorie der hohlen Erde widerlegt. Heute ist der Innere Aufbau der Erde mit wesentlich mehr Details, einschließlich des Dichteverlaufs, des Magnetfelds und der thermischen Bilanz bekannt und nichts davon deutet auf einen großen Hohlraum hin.

## Umsetzungen der Thematik

### Videospiele, Hörspiele, Filme
Die Geschichten der Serie von Computer-Adventure-Spielen Myst basieren auf der Zivilisation der D’ni, die im Inneren der Erde existierte. In der dazugehörigen Romanreihe (→ Das Buch Atrus) werden die Kultur und die Lebensräume der D’ni detailliert beschrieben.
Seit 2006 behandelt auch die Hörspielserie Die Schwarze Sonne von Günter Merlau (Lausch Medien) den Mythos um die hohle Erde. Darin wird die Hohlwelttheorie in den Kontext real-historischer sowie fiktiver Handlungselemente gestellt.
In der kanadischen Science-Fiction-/Mystery-Fernsehserie Sanctuary – Wächter der Kreaturen (ab Staffel 3, Episode 6) spielte die Hohlerde eine immer wiederkehrende Rolle für das Vorkommen von Abnormen.
Das Point-and-Click-Adventure The Inner World (2013) und dessen Fortsetzung spielen in einer Hohlerde.
In der Science-Fiction-Komödie Iron Sky: The Coming Race (2019) leben die reptiloiden Vril auf der Innenseite der Hohlerde in einer Art urzeitlichem Paradies.
In dem Science-Fiction-Actionfilm Godzilla vs. Kong (2021) reisen King Kong und einige Menschen in das Innere der Erde. Hier treffen sie auf verschiedene Monster. In Godzilla × Kong: The New Empire (2024) dreht sich mehr oder weniger die ganze Handlung um das Verhältnis von innerer und äußerer Erde und spielt diese weitestgehend in der inneren; der Film bietet zahlreiche bedeutungssuggestierende Dialoge zum Thema.
Im Spiel Halo 4 (2012) besteht der künstliche Planet Requiem aus mehreren dickwandigen konzentrischen Hohlkugeln und ihren ausgedehnten Zwischenräumen.